# 李越然
李越然（1927年—2003年7月11日），男，黑龙江人，中华人民共和国翻译家，中共中央首席俄语翻译。

## 生平
从1949年8月至1965年5月，李越然在中共中央及国务院多个部门工作，曾先后为毛泽东、刘少奇、周恩来、邓小平、陈云、彭真、章伯钧、陈毅、薄一波、李富春等人担任过翻译。1965年起在北京第二外国语学院任职，1979年出任学院副院长。又曾担任过全国人民代表大会外事委员会顾问、中国翻译工作者协会副会长，中国人民对外友好协会、中苏友好协会理事等。

## 作品
著作、译作有《外交舞台上的新中国领袖》，《中苏外交亲历记》，《苏联经济：成就、问题、前景》等。

## 奖项和荣誉
1995年，李越然获俄罗斯总统叶利钦授予的“卫国战争胜利五十周年”奖章。